# Wolfram Kurschat
Wolfram Kurschat (nascido em 17 de maio de 1975) é um ciclista de montanha profissional alemão, que compete no cross-country e maratona. Nos Jogos Olímpicos de Pequim 2008, Kurschat participou na prova de cross-country e terminou a competição em 33º.